# Mike Tramp
Mike Tramp, född Michael Trempenau 14 januari 1961 utanför Köpenhamn, är en dansk sångare, mest känd som medlem i rockgruppen White Lion. I Danmark är han även känd för att ha varit sångare i rockbandet Mabel.
Efter att White Lion splittrades 1991 bildade Mike Tramp bandet Freak of Nature, vilka var aktiva under några år med aldrig nådde upp till White Lions dåvarande status. På senare tid har han ägnat de största delarna av sin tid på soloprojekt, men också uppträtt med och spelat in White Lions låtar, utan någon annan originalmedlem och oftast av rättsliga skäl under namnet Tramp's White Lion.
Mike Tramp är för närvarande bosatt i Australien.

## Diskografi

### Med White Lion
- 1985 – Fight to Survive
- 1987 – Pride
- 1989 – Big Game
- 1991 – Mane Attraction
- 1999 – Remembering White Lion
- 2008 – Return of the Pride

### Med Freak of Nature
- 1993 – Freak of Nature
- 1995 – Gathering of the Freaks
- 1998 – Outcasts

### Solo
- 1998 – Capricorn
- 2002 – Recovering the Wasted Years
- 2003 – More to Life than This
- 2003 – Rock 'n' Roll Alive (livealbum)
- 2004 – Songs I Left Behind
- 2013 – Cobblestone street
- 2014 – Museum
- 2015 – Nomad
- 2017 – Maybe Tomorrow